# So Far
Pour l’article homonyme, voir So Far (chanson d'Eminem).
Albums de Crosby, Stills, Nash and Young
4 Way Street
(1971) CSN
(1977)
So Far est la première compilation du groupe Crosby, Stills, Nash and Young.

## Historique
C'est le quatrième album du groupe ; il comporte deux titres inédits sur albums (Ohio et Find the Cost of Freedom).
La pochette est issue d'une peinture de Joni Mitchell.

## Titres
1. Déjà Vu (Crosby) – 4:10 (2)
2. Helplessly Hoping (Stills) – 2:38 (1)
3. Wooden Ships (Crosby, Stills, Paul Kantner) – 5:26 (1)
4. Teach Your Children (Nash) – 2:53 (2)
5. Ohio (Young) – 3:00 (Face A, 45 tours - version studio inédite sur album)
6. Find the Cost of Freedom (Stills) – 1:55 (Face B, 45 tours - inédit sur album)
7. Woodstock (Joni Mitchell) – 3:52 (2)
8. Our House (Nash) – 2:58 (2)
9. Helpless (Young) – 3:34 (2)
10. Guinnevere (Crosby) – 4:38 (1)
11. Suite: Judy Blue Eyes (Stills) – 7:24 (1)

- (1) : tiré de l'album Crosby, Stills & Nash (1969)
- (2) : tiré de l'album Déjà Vu (1970)

## Musiciens
- David Crosby – chant, guitare
- Stephen Stills – chant, basse, guitare, orgue, piano, percussions
- Graham Nash – chant, guitare, orgue, piano
- Neil Young – chant, guitare, harmonica, piano
- Dallas Taylor – batterie
- Greg Reeves – basse
- John Sebastian – harmonica
- Jerry Garcia – guitare pedal steel

## Classements hebdomadaires
| Classement (1974)              | Meilleure place |
| ------------------------------ | --------------- |
| Canada (Canadian Albums Chart) | 1               |
| États-Unis (Billboard 200)     | 1               |
| Royaume-Uni (UK Albums Chart)  | 25              |

## Certifications
| Pays              | Certification | Unités certifiées |
| ----------------- | ------------- | ----------------- |
| États-Unis (RIAA) | 6 × Platine   | 6 000 000         |